# Mahood Lake
Der Mahood Lake ist ein See im zentralen Osten der kanadischen Provinz British Columbia. Benannt wurde der See nach dem Landvermesser James Adams Mahood († 1901).

## Lage
Der Mahood Lake befindet sich im Süden des Quesnel-Hochlands auf einer Höhe von 629 m. Er liegt im äußersten Westen des Wells Gray Provincial Parks. Der See hat eine maximale Längsausdehnung in WSW-ONO-Richtung von 20,3 km. Die Seebreite beträgt 1,5 km. Der See bedeckt eine Fläche von 33,3 km² und weist eine maximale Wassertiefe von 197 m auf. An seinem westlichen Ende münden die Flüsse Canim River und Deception Creek in den See. Am östlichen Seeende wird der Mahood Lake vom Mahood River entwässert. Am Südwestufer des Sees befindet sich der vom Provinzpark betriebene Zeltplatz Mahood Lake. Der See weist eine höhere Wassertemperatur als die restlichen Seen im Provinzpark auf. Dies liegt daran, dass dieser im Gegensatz zu den anderen Seen nicht gletschergespeist ist. Der Mahood Lake ist von 100 Mile House über eine 88 km lange streckenweise asphaltierte Straße, die entlang dem Südufer des weiter westlich gelegenen Canim Lake verläuft, zugänglich. Einen weiteren Zugang bildet eine 65 km lange Schotterstraße, die am Interlakes Corner vom British Columbia Highway 24 abzweigt.

## Fischfauna
Im See kommen neben weiteren folgende Fischarten vor: Rotlachs (Kokanee, die nicht-anadrome Form), Heringsmaräne (Coregonus clupeaformis), Quappe (Lota lota), Regenbogenforelle (Oncorhynchus mykiss) und Amerikanischer Seesaibling (Salvelinus namaycush).